# Ясенєво (станція метро)
55°36′22″ пн. ш. 37°31′59″ сх. д. / 55.60611° пн. ш. 37.53306° сх. д.
«Ясенєво» (рос. Ясенево) — станція Калузько-Ризької лінії Московського метрополітену. Розташована між станціями «Теплий Стан» і «Новоясенєвська» .
Станція відкрита 17 січня 1990 року у складі черги «Теплий Стан» — «Бітцевський парк» (з 3 червня 2008  — «Новоясенєвська»). Назва — по району, в якому станція розташована.

## Вестибюль
Наземний вестибюль відсутній, вихід в місто здійснюється по підземних переходах на Новоясеневський проспект, вулиці Таруського і Ясногорську.

## Пересадки
- Автобуси: с14, 165, 261, 264, 639, 642, 642к, 691, 769, 781, с977, т81, т85

## Технічна характеристика
Конструкція станції — колонна трипрогінна мілкого закладення (глибина закладення — 8 м). На станції — 52 колони з кроком 6,5 м.

## Колійний розвиток
Станція без колійного розвитку.

## Оздоблення
Колони мають циліндричну форму й оздоблені зеленуватим мармуром; колійні стіни оздоблені стільниковою металевою плиткою жовто-зеленого відтінку; підлога викладена сірим гранітом.